# Pisek (Dakota del Norte)
Pisek es una ciudad ubicada en el condado de Walsh en el estado estadounidense de Dakota del Norte. En el censo de 2010 tenía una población de 106 habitantes y una densidad poblacional de 349,8 personas por km².

## Geografía
Pisek se encuentra ubicada en las coordenadas 48°18′40″N 97°42′39″O / 48.31111, -97.71083. Según la Oficina del Censo de los Estados Unidos, Pisek tiene una superficie total de 0.3 km², de la cual 0.3 km² corresponden a tierra firme y (0%) 0 km² es agua.

## Demografía
Según el censo de 2010, había 106 personas residiendo en Pisek. La densidad de población era de 349,8 hab./km². De los 106 habitantes, Pisek estaba compuesto por el 93.4% blancos, el 0% eran afroamericanos, el 4.72% eran amerindios, el 0% eran asiáticos, el 0% eran isleños del Pacífico, el 0% eran de otras razas y el 1.89% pertenecían a dos o más razas. Del total de la población el 2.83% eran hispanos o latinos de cualquier raza.